# Піщана (річка, Крим)
Піщана балка — маловодна балка на Ак-Монайському перешийку, довжиною 12 км, з площею водозбірного басейну 37,6 км². Відноситься до групи річок північно-східного схилу Кримських гір. Витік річки знаходиться на південних схилах Парпацького хребта, на південь від села Батальне, тече, звиваючись, в загальному напрямку на південний захід, впадає в Феодосійську затоку Чорного моря за 3 кілометри на схід від смт. Приморський. Балка проходить по широкій синкліналі, яка розділяє Вулканівську антикліналь на сході, від Владиславівської на заході. У Піщаної 5 безіменних приток та 2 ставки у руслі. У нижній течії, з 1946 року до 2001 року, діяв 31-й випробувальний центр (1-й Полігон випробувань ракетного, зенітного і комплексів спеціального озброєння ВМС), який після окупації використовують війська Військово-морського флоту Російської Федерації.